# Улетай один
«Улетай один» (хинди मसान, Masaan) — кинофильм режиссёра Нираджа Гхайвана. Премьера состоялось 19 мая 2015 года на Каннском кинофестивале.

## Сюжет
Действие происходит в Варанаси и состоит из двух сюжетных линий. Полиция задерживает студентку Деви в гостинице с парнем, который, чтобы избежать позора, кончает с собой. Чтобы замять обвинение в неподобающем поведении и содействии самоубийству, а также не допустить широкой огласки, Деви и её отец — пожилой торговец — должны собрать и заплатить полицейскому огромную для себя сумму денег. Тем временем студент Дипак, выходец из семьи, которая традиционно занимается сжиганием трупов на гхатах у берега Ганга, встречает девушку из богатой семьи. Хотя благодаря отличной учёбе он всерьёз рассчитывает на место инженера в строительной компании, родители девушки никогда не одобрят отношений с представителем низшей касты...

## В ролях
- Рича Чадда — Деви Патхак
- Санджай Мишра — Видьятхар Патхак, отец Деви
- Викки Каушал — Дипак Чаудхари
- Швета Трипатхи — Шаалу Гупта
- Панкадж Трипатхи — Садхья Джи
- Винит Кумар — доктор Чаудхари, отец Дипака
- Бхагван Тивари — инспектор Мишра
- Бхупеш Сингх — Сикандер Чаудхари, брат Дипака
- Сатья Кам Ананд — Викрам Маллах

## Награды и номинации
- 2015 — участие в программе «Особый взгляд» Каннского кинофестиваля, где лента получила приз ФИПРЕССИ[1] и приз Avenir, а также номинация на премию «Золотая камера».
- 2016 — Национальная кинопремия Индии за лучший режиссёрский дебют — Нирадж Гхайван[2].
- 2016 — номинация на Азиатскую кинопремию за лучший актёрский дебют — Викки Каушал.
- 2016 — номинация на премию Filmfare Awards за лучшую мужскую роль второго плана — Санджай Мишра[3].